# Murray Leinster
Murray Leinster (16 de junio de 1896 - 8 de junio de 1975) fue el seudónimo de William Fitzgerald Jenkins, un escritor estadounidense de ciencia ficción y ucronías. Leinster escribió y publicó más de 1.500 cuentos y artículos durante el transcurso de su carrera. Escribió 14 guiones de películas y centenares de guiones de radio y obras teatrales para televisión, inspirando varias series entre las que se incluyen Tierra de gigantes y El túnel del tiempo.

## Biografía
Nació en Norfolk (Virginia), hijo de George B. Jenkins y Mary L. Jenkins. Su padre era contabler. Aunque ambos padres nacieron en Virginia, la familia vivía en Manhattan en 1910, según el censo federal de 1910. Abandonó la escuela secundaria, pero comenzó una carrera como escritor independiente antes de la Primera Guerra Mundial. Tenía solo 20 años cuando su primer relato, "El Anticlímax", apareció en la edición de julio de 1916 de la revista literaria de H. L. Mencken , The Smart Set . Durante los dos años siguientes, Leinster publicó cuatro relatos más y casi una docena de bocetos en la revista; en una entrevista de septiembre de 2022, su hija declaró que Mencken recomendaba el uso de un seudónimo para el contenido que no pertenecía a Smart Set.
Durante la Primera Guerra Mundial, fue miembro del Ejército de los Estados Unidos (1917-1918) y del Comité de información pública. Después de la guerra, Leinster se convirtió en un escritor independiente. En 1921, se casó con Mary Mandola. Tuvieron cuatro hijas. Durante la Segunda Guerra Mundial, fue miembro de la Oficina de Información de Guerra de Estados Unidos.
William F. Jenkins fue también un inventor, más conocido por el proceso de proyección frontal usado para efectos especiales en cine y televisión en lugar del más antiguo proceso de proyección trasera y como una alternativa a la pantalla azul.

## Carrera literaria
Leinster comenzó a aparecer a finales de los años 1910 en revistas pulp como Argosy y después en Astounding Stories en los años 1930 con regularidad. Después de la Segunda Guerra Mundial, cuando tanto su nombre como las revistas pulp habían conseguido un aceptación más amplia, usaría tanto "William Fitzgerald" o "Will F. Jenkins" como los nombres en los relatos cuando "Leinster" ya había vendido una obra a un número de publicaciones en particular. Fue muy prolífico y tuvo éxito en los campos del western, el misterio, el horror, y especialmente la ciencia ficción. Su novela Miners in the Sky traslada la atmósfera sin leyes de la Fiebre del oro de California, un tema común de los Westerns, a un entorno de un asteroide.

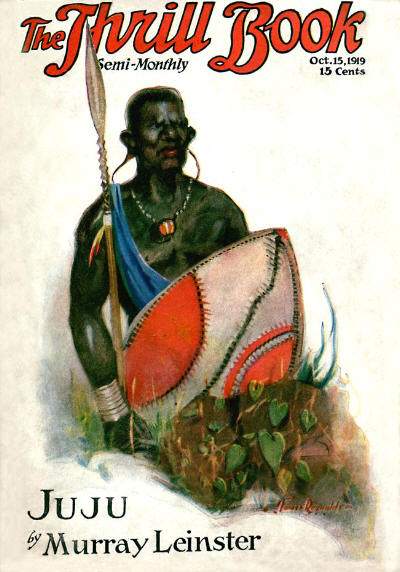
El ralato de Leinster Juju fue portada del último número The Thrill Book

Se le atribuye la invención de relatos de universos paralelos. Cuatro años antes de que saliera The Legion of Time de Jack Williamson, Leinster escribió su relato "Sidewise in Time", que fue publicado por primera vez en Astounding en junio de 1934. Éste fue probablemente la primera vez que el extraño concepto de mundos alternativos apareció en la ciencia ficción moderna. En un camino de tiempo oblicuo algunas ciudades nunca fueron construidas. La visión de Leinster de que las extraordinarias oscilaciones de tiempo en la naturaleza tenían un efecto a largo plazo en otros autores, por ej., "Living Space", "The Red Queen's Race", o el famoso The End of Eternity de Isaac Asimov. 
La novela corta de Leinster de 1945, First Contact, también se considera uno de los primeros (si no el primero) ejemplos de un traductor universal en la ciencia ficción.  En 2000, los herederos de Leinster demandaron a Paramount Pictures por la película Star Trek: Primer Contacto , alegando que infringía su marca registrada. Sin embargo, la demanda fue desestimada. 
El cuento de 1946 "A Logic Named Joe" describe a Joe, un "lógico", es decir, un ordenador. Ésta es una de las primeras descripciones de un ordenador en la ficción. En este relato Leinster estuvo décadas por delante de su tiempo al imaginar Internet. Él visualizó un lógico en cada hogar, enlazados entre sí para proporcionar comunicaciones, accesos a datos, y comercio. De hecho, un personaje dijo que "los lógicos son la civilización".
En 2000, los herederos de Leinster demandaron a Paramount Pictures por la película Star Trek: First Contact, reclamando que como los propietarios de los derechos del cuento "First Contact" de Leinster, ésta infringía su marca registrada en el término. La Corte del Distrito para el distrito del Este de Virginia admitió el movimiento de Paramount para sentencia sumaria y desestimó el juicio (véase Estate of William F. Jenkins v. Paramount Pictures Corp., 90 F. Supp. 2d 706 (E.D. Va. 2000) para el texto completo del fallo de la corte). La corte encontró que a pesar de que el cuento de Leinster acuñó por primera vez el término "first contact", éste desde entonces se había convertido en un término genérico (y por lo tanto no protegible) que describía el género de la ciencia ficción en general en donde los humanos se encuentran por primera vez con especies extraterrestres.

## Premios y honores
Leinster ganó el premio Liberty en 1937 por "A Very Nice Family", el premio Hugo al mejor relato de 1956 por "Exploration Team", un Retro Hugo al mejor relato en 1996 por "First Contact". Leinster fue el invitado de honor en la 21.ª Worldcon en 1963. En 1995, se estableció el premio Sidewise, nombrado en honor al relato de Leinster "Sidewise in Time".
En un artículo de 1949 la revista Time Magazine describió a Leinster como "el decano de los escritores de ciencia ficción". Leinster comentó en 1951 que "solo había sido llamado «Decano» de los escritores de ciencia ficción por la virtud de haber sobrevivido a muchos mejores hombres". El editor Lester del Rey escribió en 1980:

…Murray Leinster, cuya obra siguió siendo popular en la ciencia ficción por más de 50 años y quien ha sido apropiadamente llamado «el decano de los escritores de ciencia ficción».